# 日比野佐和子
日比野佐和子（ひびの さわこ）は、日本の医師。医学博士。内科医、皮膚科医、眼科医、日本抗加齢医学会専門医。医療法人社団康梓会Y's サイエンスクリニック広尾統括院長、大阪大学大学院医学系研究科臨床遺伝子治療学特任准教授、クオリプスヘルスケアサイエンス株式会社代表取締役。森ノ宮医療大学保健医療学部准教授を歴任。

## 経歴
兵庫県出身。大阪大学大学院医学系研究科卒業、博士課程修了。
同志社大学アンチエイジングリサーチセンター講師、森ノ宮医療大学保健医療学部准教授、（財）ルイ・パストゥール医学研究センター基礎研究部アンチエイジング医科学研究室室長などを歴任。アジア・オセアニア抗衰老促進協会理事長。世界中医学連合理事。
「若返り」だけではなく、最先端医療を取り入れながら、健康長寿を追究する「アンチエイジング」を専門とする。専門分野はプラセンタ治療以外にアンチエイジング、ゲノム医療、先端医療、中医学、ホルモン療法と多岐にわたる。
米国と欧州の抗加齢医学専門家の資格を持つ。
著書の「日めくり まいにち、眼トレ」シリーズはベストセラーである。また、ダイエット本や食事に関する本以外にも、幹細胞や美肌本なども出版している。

## 著書
- 『これだけで若返りは可能です。―運動嫌いでも続けられる！男のエイジマネジメント講座』（東洋経済新報社、2011年）
- 『目が若返る! 最新「眼トレ」5つの方法 (生活シリーズ)』（主婦と生活社、2012年）
- 『あなたの子どもを優秀な子に育てるための30の法則 』（主婦の友社、2014年）
- 『日めくり まいにち、眼トレ』（林田康隆協力、扶桑社、2015年）
- 『9割の老眼は自分で治せる』 (KADOKAWA、2015年、中経の文庫)
- 『忙しくても15kgやせて二度と太らない美習慣』（主婦の友社、2016年）
- 『目がよくなる魔法のぬり絵』（林田康隆作画・監修、扶桑社、2016年）
- 『1日1分、2週間 眼トレ 日比野&林田式 』（林田康隆監修、ベストセラーズ、2016年）
- 『習慣力で若返る! 40歳からのアンチエイジング事典』（世界文化社、2016年）
- 『日めくり まいにち、眼トレ2』（林田康隆協力、扶桑社、2016年）
- 『まいにち、脳活 日めくり』（林田康隆協力、世界文化社、2016年）
- 『日めくり毎日えんきんトレーニング ([実用品])』（林田康隆監修、KADOKAWA、2016年）
- 『目がよくなる魔法のレシピ』（扶桑社、2017年）
- 『驚くほど目がよくなる! たった10秒の「眼トレ」 「近視」「遠視」「老眼」が9割治る』（林田康隆監修、SBクリエイティブ、2017年）
- 『日比野式みんなの眼トレ100日ドリル』（宝島社、2017年）
- 『39種類のダイエットに失敗した46歳のデブな女医はなぜ1年間で15kg痩せられたのか?』（マガジンハウス、2017年）
- 『目がよくなる魔法のぬり絵2』（林田康隆作画・監修、扶桑社、2017年）
- 『「目力」アップ3分トレーニング: 「魅力的な人」は目が輝いている! 』（林田康隆監修、三笠書房、2017年）
- 『眺めるだけで目がよくなる 眼トレ』（平松類監修、だいわ文庫、2017年）
- 『眺めるだけで目がよくなる すごいカレンダー』（林田康隆監修、扶桑社、2017年）
- 『ぐんぐん目がよくなるあそブック』（林田康隆監修、東京書店、2017年）
- 『日めくり 写真で、眼トレ』（林田康隆監修、扶桑社、2017年）
- 『見るだけでどんどん目がよくなる写真』（平松類監修、ガイドワークス、2017年）
- 『目にそれ、やっちゃダメ！』（アントレックス、2018年）
- 『自分で治す! 老眼・近視』（平松類監修、洋泉社、2018年）
- 『目がよくなると、10歳若返る』（林田康隆監修、ゴマブックス、2018年）
- 『ニャンとも目がよくなるネコの写真』（扶桑社、2018年）
- 『最新医学で証明された最高の食事術 ベジファーストは過去の常識 ミートファーストで本物の健康体へ! 』（講談社、2018年）
- 『オトナ女子の「美肌」づくり百科』（ぴあ、2018年）
- 『幹細胞 活性化で若返り! 夢をかなえる5つの方法とは』（講談社、2019年）
- 『つまり、結局何したら免疫力って上がるの？』（アントレックス、2020年）
- 『ガボールパッチも登場！目がよくなる魔法のぬり絵 新装版』（林田康隆作画・監修、扶桑社、2020年）

### 共著・監修・協力
- 『いま食べているものを見直すだけで「老けないカラダ」が手に入る！』（監修、主婦の友社、2013年）
- 『ココナッツオイル 美のチカラ(タツミムック) 』（監修、辰巳出版、2014年）
- 『ジャーでかんたんキレイに！デトックスウォーター』（監修、田内しょうこ(レシピ)、主婦の友社、2015年）
- 『老眼を自分で治す! 眼球トレーニング【DVD付き】』（監修、林田康隆協力、宝島社、2016年）
- 『老けないカラダをつくるコツ大全』（監修、PHP研究所、2016年）
- 『日比野式 まいにち、どこでも眼トレ ポスターBOOK』（監修、宝島社、2016年）
- 『眼科医は市販の目薬をささない』（林田康隆共著、廣済堂出版、2016年）
- 『こわばり女子のからだほぐし大全 単行本』（監修、PHP研究所、2016年）
- 『図解 老眼をぐんぐん若返らせる! 眼トレ&回復法のすべて』（監修、林田康隆監修、日東書院本社、2017年）
- 『目がよくなる 眼トレなぞり書き帳』（監修、林田康隆監修、マイナビ出版、2017年）
- 『Dr.クロワッサン 1日30秒見るだけで、目が若返る! 30日「眼トレ」ブック』（監修、マガジンハウス、2017年）
- 『眼科医が考えた! 温冷アイマスク』（監修、林田康隆監修、宝島社、2018年）
- 『ネコで目がよくなる本』（監修、マガジン・マガジン、2018年）
- 『日比野式 今日から眼トレ』（監修、林田康隆監修、辰巳出版、2018年）
- 『眼科医が考えた! 見るだけで目がよくなる! どうぶつの赤ちゃん写真』（監修、林田康隆監修、宝島社、2018年）
- 『1日1分! 目から血流促進 疲労回復アイマスク』（監修、林田康隆監修、KADOKAWA、2018年）
- 『超アンチエイジング』（白澤卓二共著、アントレックス、2018年）
- 『スマホで目が疲れているあなたへ がんばらないで目を鍛える! ぐでたま眼トレ』（監修、林田康隆監修、KADOKAWA、2019年）
- 『どーんと大迫力! 見るだけで目がよくなる魔法の写真 』（林田康隆共著、宝島社、2019年）
- 『1日1回! 眺めるだけで老眼も近視も改善! ! 日めくりガボールパッチ』（協力、扶桑社、2019年）
- 『日めくり式 どんどん目がよくなるガボールパッチ』（監修、林田康隆監修、宝島社、2019年）

## テレビ・ラジオ
- 『再生医療　あらゆる病を克服する可能性を秘めた医療革命のカギ「エクソソーム」を学ぶ』（カズレーザーと学ぶ。、日本テレビ、2022年2月27日）
- 『一日中家にいてもメイクをする女性が４人に１人』（メレンゲの気持ち、日本テレビ、2020年9月12日）
- 『夏のトラブルを秋まで引きずらない為に今から出来る美肌ケア』（ジェーン・スーの生活は踊る、TBSラジオ、2020年7月23日）
- 『ヨーグルト特集』（どさんこワイドにちようび、札幌テレビ、2020年6月21日）
- 『自粛太り解消の食事法』（ノンストップ!、フジテレビ、2020年6月16日）
- 『腸のゴールデンタイム』（どさんこワイド179、札幌テレビ、2020年6月9日）
- 『コロナ梅雨時の肌トラブル』（グッとラック!、TBSテレビ、2020年6月1日）
- 『美の追求＆顔面崩壊2時間SP直前』（ザ!世界仰天ニュース、日本テレビ、2020年5月26日）
- 『おうちでできる！超カンタン代謝アップ法SP』（主治医が見つかる診療所、テレビ東京、2020年4月30日）
- 『コロナ対策に！ 免疫力アップ生活を伝授』（ZIP!、日本テレビ、2020年3月18日）
- 『ダイエット企画』（ヒルナンデス!、日本テレビ、2019年12月16日）
- 『「水の天使プレシャス特別セット」コメント出演』（じゅん散歩　ものコンシェルジュ、テレビ朝日、2019年11月25日）
- 『「頑張らないダイエット」企画』（ヒルナンデス!、日本テレビ、2019年月11月25日）
- 『乾燥シーズン到来 お肌のカサカサ対策』（羽鳥慎一モーニングショー、テレビ朝日、2019年11月7日）
- 『日比野先生の美しすぎる半生』（健康ネットワーク、ラジオNIKKEI、2019年10月30日）
- 『目にいい食事法』（健康ネットワーク、ラジオNIKKEI、2019年10月16日）
- 『目のアンチエイジングトレーニングで眼力を取り戻す』（健康ネットワーク、ラジオNIKKEI、2019年10月9日）
- 『現代人の目を取り巻く環境は？』（健康ネットワーク、ラジオNIKKEI、2019年10月2日）
- 『14kg減量でも命の危機！炭水化物ダイエットの落とし穴！！』（ザ!世界仰天ニュース、日本テレビ、2019年8月27日）
- 『紫外線』（ジェーン・スーの生活は踊る、TBSラジオ、2019年7月30日）
- 『格別の天然毛ボディブラシ&洗顔ブラシセット  コメント出演』（じゅん散歩　ものコンシェルジュ、テレビ朝日、2019年8月5日）
- 『日焼け止めの基礎』（ジェーン・スーの生活は踊る、TBSラジオ、2019年7月30日）
- 『目からうろこの新常識「眼トレ」』（ヒルナンデス!、日本テレビ、2019年5月20日）
- 『お肌の大敵 5月の紫外線に要注意！医師が教える最強対策法』（ビビット、TBSテレビ、2019年5月7日）
- 『世界の異常に若すぎる美女7人!禁断の若返り術SP』（レディース有吉、フジテレビ、2019年4月9日）
- 『運動するなら朝がいい』（くりぃむしちゅーのハナタカ！優越館、テレビ朝日、2019年3月19日）
- 『ダイエット企画』（くりぃむしちゅーのハナタカ！優越館、テレビ朝日、2019年3月7日）
- 『病気に効果的な食べ物ランキング』＆『医師が選ぶ体にいい油』（ジョブチューン、TBSテレビ、2019年2月9日）
- 『乾燥に関する取材』（プライムニュース・イブニング、フジテレビ、2019年1月11日）
- 『~禁断の美容法を試した人は今大丈夫なのか！？~』（悪魔の美容術、フジテレビ、2019年12月18日）
- 『若年性老眼でも進行中の老眼でも改善に効果的！眼トレ』（ソレダメ！〜あなたの常識は非常識!?〜、テレビ東京、2018年11月28日）
- 『アドレンズユーズームプレシジョン』（じゅん散歩　ものコンシェルジュ、テレビ朝日、2018年9月10日）
- 『日本人の3割しか知らない 夏の体や健康SP』（くりぃむしちゅーのハナタカ！優越館、テレビ朝日、2018年8月2日）
- 『ナッツの差』（この差って何ですか?、TBSテレビ、2017年7月24日）
- 『名医20人があなたの健康法を徹底議論！！』（ザ・ドクタージャッジ、フジテレビ、2018年6月24日）
- 『たったこれだけ！老けない習慣スペシャル！』（ソレダメ！〜あなたの常識は非常識!?〜、テレビ東京、2018年5月30日）
- 『今知っておくべき「重要ワード12」から出題SP』（クイズプレゼンバラエティーQさま!!、テレビ朝日、2018年5月14日）
- 『まさに今が危険 5月の曇り 紫外線に注意』（羽鳥慎一モーニングショー、テレビ朝日、2018年5月10日）
- 『健康やダイエットの今どきの常識！？』（くりぃむしちゅーのハナタカ！優越館、テレビ朝日、2018年5月10日）
- 『日光アレルギー』（スッキリ、日本テレビ、2018年5月1日）
- 『老眼は自分で治せる！？視力の新常識』（よじごじDays、テレビ東京、2018年4月5日）
- 『元気になりたいンデス！「美肌」』（ヒルナンデス!、日本テレビ、2018年4月5日）

日）
- 『消えたはずのシミが！あなたのシミ対策は大丈夫！？』（あさイチ、NHK、2022年1月5日）

## 所属学会・団体
- 日本内科学会会員
- 日本皮膚科学会会員
- 日本眼科学会会員
- 日本抗加齢医学会専門医
- アジア・オセアニア抗衰老促進協会理事長
- 日本化粧医療学会副理事長
- World Society of Interdisciplinary Aesthetic & Anti-Aging Medicine （世界抗加齢医学会）認定医
- 米国抗加齢医学会認定医(A4M)
- 米国先端医療学会キレーション治療認定医（ＢＰＣＴ）
- Specialty Committee of Cosmetology of World Federation of Chinese Medicine Societies 理事
- 国際医科学研究会副理事長
- 日本抗加齢医学会評議員・幹事
- 国際個別化医療学会顧問
- 点滴療法研究会理事
- 日本脳サプリメント学会理事
- 特定認定再生医療等委員会委員
- 世界中医学連合理事